# Theo Mann-Bouwmeester
Theodora Antonia Louisa Cornelia Bouwmeester (* 19. April 1850 in Zutphen; † 18. April 1939 in Amsterdam) war eine niederländische Schauspielerin zwischen 1880 und 1926. Sie heiratete dreimal und trat dadurch in ihrer aktiven Zeit unter verschiedenen Namen auf. So nannte sie sich Doortje Bouwmeester (noch unverheiratet), Doortje Frenkel-Bouwmeester, Théo Brondgeest-Bouwmeester und Théo Bouwmeester. Nach ihrer Karriere nahm sie den Namen ihres letzten Gatten Gottfried Hendrik Mann an.
Theo Mann-Bouwmeester hatte ihr Debüt als siebenjähriges Mädchen in Begleitung ihres Vaters Louis Rosenveldt.
Ihr Vorbild war Sarah Bernhardt, die sie 1880 auf einer Amsterdamer Bühne sah. Im gleichen Jahr gelang Theo Mann-Bouwmeester mit der Hauptrolle in Frou-frou von Henri Meilhac der künstlerische Durchbruch.
Sie verfügte über ein breites Repertoire von klassischen Tragödien bis hin zu zeitgenössischen Stücken und war lange Zeit die bekannteste Schauspielerin der Niederlande. Sie stellte bevorzugt die leidenschaftliche, liebevolle und leidende Frau dar. Erst in der Zeit des Ersten Weltkrieges erwuchs ihr mit Annie Bos (1886–1975) Konkurrenz. Sie hatte ein langjähriges Engagement bei der Koninklijke Vereeniging Het Nederlandsch Tooneel. Am 4. Juli 1920 nahm sie hier an einem Schauspielerstreik teil, was aber zum Zerwürfnis mit der Truppenleitung führte. Sie trat zwar weiterhin auf anderen Bühnen auf, nahm aber schließlich 1926 mit einer ihrer bekanntesten Rollen, der Liane Orland im Stück L’Enfant de l’amour von Henry Bataille, ihren Abschied von der Bühne. Aus Mitteln der Gemeinde erhielt sie eine Rente von 3.000 Gulden pro Jahr.
1911 wurde ihr von ihren Zuschauern ein Ring überreicht, geschmiedet vom Amsterdamer Goldschmied Jan Eisenloeffel. Diesen gab sie 1934 weiter an Else Mauhs (1885–1959), welche in ihren Augen die vortrefflichste Schauspielerin sei. Der Theo Mann-Bouwmeesterring, wie er fortan genannt wurde, wurde in Folge an Caro van Eyck (1960), Annet Nieuwenhuijzen (1980), Anne Wil Blankers (1994), Ariane Schluter (2010) und Halina Reijn (2017) überreicht.
Seit 1955 wird jährlich der nach ihr benannte Theaterpreis Theo d’Or an die beste weibliche Hauptrolle einer Theatersaison vergeben.

## Familie
Theo Mann-Bouwmeester ist Teil einer großen Schauspielerdynastie. Nicht nur ihr Vater Louis Rosenveldt (1798–1867) war Schauspieler und Theaterleiter, auch ihr Großvater Frederikus Adrianus Rosenveldt (1769–1848), wie auch ihr Bruder Louis Bouwmeester (1842–1925) waren ebenfalls namhafte Mimen. Nach ihrem Bruder wurde auch das männliche Gegenstück des Theo d’Or, der Louis d’Or, benannt.
Aus ihrer Ehe mit dem Musiker Maurits Frenkel (geschlossen am 31. Juli 1867) entstammt der spätere Schauspieler und Regisseur Theo Frenkel sr. (1871–1956). Der Schauspieler Theo Frenkel jr. (1893–1955) war ihr Enkel und verheiratet mit Lily Bouwmeester (1901–1993), welche wiederum ihre Großnichte war.
Die Asche von Theo Mann-Bouwmeester findet sich im Kolumbarium 3 auf dem Friedhof Westerveld in Driehuis (Velsen).
In Amsterdam, Den Haag, Zaandam, Leiden, Wassenaar, Zutphen und Spijkenisse wurden Straßen nach ihr benannt.